# Alkalisatie
Alkalisatie is de methode die aangewend wordt om de aanwezige zuren in een bepaalde medium te neutraliseren door toevoeging van een base.

## Cacao
Cacaoboter bestaat uit verschillende vetzuren, die in bepaalde samenstellingen in triglyceriden zijn ingebouwd. Standaard zijn dit POP, POS en SOS, waarbij P staat voor palmitinezuur, O voor oleïnezuur en S voor stearinezuur. Alkalisatie (doorgaans met kaliumcarbonaat) brengt de bonen op kleur en op smaak en verhoogt de oplosbaarheid van het cacaopoeder in water. Hoe hoger de pH, des te donkerder de bonen. Daarenboven wordt de smaak milder, omdat de zuurheid uit de cacao geneutraliseerd wordt.
De Nederlander Coenraad Johannes van Houten ontdekte deze methode in de eerste helft van de 19e eeuw. Het proces wordt tegenwoordig overal toegepast en wordt soms ook aangeduid als Dutching.

## Urine
Voor medische en biomedische analyses dient de pH van urine (die door aanwezigheid van onder andere hippuurzuur gemiddeld op ongeveer 6 ligt) tussen 7,5 en 8 te liggen. Alkalisatie wordt hier verricht om diagnoses als myoglobinurie, rabdomyolyse en blaassteen te kunnen stellen.